# پایونیر (فلوریدا)
پایونیر (به انگلیسی: Pioneer) یک منطقهٔ مسکونی در ایالات متحده آمریکا است که در فلوریدا واقع شده‌است. پایونیر ۶۹۷ نفر جمعیت دارد و ۶٫۱ متر بالاتر از سطح دریا قرار دارد.